# Otto Reinhold Strömfelt
Otto Reinhold Strömfelt, auch Strömfeldt (* 15. Januar 1679; † 3. April 1744 in Stockholm), war ein schwedischer Ombudsmann und Politiker.

## Leben
Strömfelt war Sohn von Gustaf Adolf Strömfelt, dem schwedischen Statthalter in Livland und dessen Frau Kristina Elisabeth Taube.
Nach einem Jura-Studium an der Universität Dorpat nahm er an den Verhandlungen zum Frieden von Rijswijk im Jahre 1697 teil.
Nach mehreren administrativen Stationen in Schweden war er einer der Verhandler und Unterzeichner des Frieden von Nystad. Er gehörte dem Adelsstand des Schwedischen Ständereichstags an.
Strömfelt war mit Anna Magdalena Taube verheiratet. Die Familie Taube war eine baltische Adelsfamilie mit dänisch-deutschen Wurzeln.